# Élise Freinet
Élise Freinet, nom de naixement Élise Lagier-Bruno (Pelvoux, 14 d'agost de 1898- Vença, 30 de gener de 1983) fou una artista, pedagoga i reformadora educacional francesa, cofundadora de la pedagogia Freinet.

## Biografia
Va néixer en una família de mestres en una petita localitat dels Alts Alps, i va començar el 1916 la seva formació a l'escola normal de Gap, on va obtenir la titulació com a mestra institutriu el 1920. Va continuar estudis, aquest cop en art, a l'acadèmia parisenca de pintura ABC, primer a distància i a partir de 1925, el mateix any de la seva llicenciatura, presencialment a la capital francesa. També hi va conèixer el que un any més tard, el 1926, es convertiria en el seu marit, Célestin Freinet, fet decisiu que la va fer decantar-se per l'ensenyament.
El matrimoni va establir-se a Bar-sur-Loup. Élise de baixa i sense sou, va il·lustrar el llibre Le Joug, de la col·lecció Le Livre Moderne Illustré, pel qual va guanyar el premi Gustave Doré el 1927. L'any següent es va traslladar a Vença on, al costat del seu marit, va continuar el desenvolupament de tècniques de pedagogia com la impremta, la correspondència interescolar, la cooperativa escolar i la Cooperativa d'Ensenyament Laic a nivell nacional a França. Un any més tard va néixer la seva filla, Madeleine. Després d'un temps de baixa per malaltia i d'intentar, sense aconseguir-ho, exercir a la mateixa escola per a nens on Célestin treballava a Saint-Paul, el 1931 va ser diagnosticada de tuberculosi pulmonar greu. En recerca de tractament, va conèixer Basile André Vrochopoulos i el seu «mètode Vrocho», que preconitzava sudoració, hidroteràpia, exercici físic en contacte amb la natura, hàbits d'alimentació centrats en el vegetarianisme i tècniques de respiració. Arran d'aquest contacte i de l'aplicació d'aquest mètode que qualificaria de naturisme de «materialista» o de «proletari», la seva salut va millorar i en va escriure diversos articles a L'Éducateur Prolétarien.
| «                                                               | Som deixebles de Marx. Veiem la Natura amb un altre aspecte més dialèctic, més materialista també. Sí, la Natura és durant les diferents estacions de l'any una font de joies saludables i vigoritzants. Ens agrada als ulls i en l'ànima, l'estimem. Hi trobem els instints de l'animal del qual venim. La Natura és benefactora. | » |
| — Élise Freinet a L'Éducateur Prolétarien (15 de gener de 1939) | |   |

Els mètodes pedagògics de la parella i en concret els desenvolupats en la pràctica per Célestin a l'escola van suposar enfrontaments amb l'administració i els partits de dretes, principalment, a més a més de queixes d'alguns pares. El matrimoni fou traslladat de nou a Bar-sur-Loup però no acceptaren la feina i, entre 1934 i 1935, van construir una escola a un turó de Vença, on poder desenvolupar les seves innovacions pedagògiques, el moviment i la Cooperativa d'Ensenyament Laic (posterior Institut Cooperatiu de l'Escola Moderna). Després de la mort de Célestin Freinet a l'octubre de 1966, Élise va assolir-ne la direcció, en progressiva competència amb la seva pròpia filla i el seu gendre, que acabarien heretant la gestió de l'escola Freinet de Vença.

## Visió pedagògica
La personal —i original en l'època— proposta pedagògica de Élise Freinet, batejada per ella mateixa com a «art enfatin» (art infantil), partia de la seva pròpia experiència pictòrica, però aplicada en un ampli context de llibertat com a eina de i per a la «expressió lliure del nen». El portaveu i suport d'aquesta proposta va ser el diari Art enfatin. L'evolució i etapes d'aquesta experiència han estat possibles gràcies a l'arxiu d'articles publicats en les revistes especialitzades del moment: L'Imprimerie à l'École, L'Éducateur Prolétarie, a més de la pròpia  Art enfatin . També va introduir les pràctiques naturistes a la pedagogia infantil com a mètode de desenvolupament, creixent en un entorn especialment adequat, sota la premissa de l'«exaltació dels potencials vitals i mentals que resideixen en qualsevol cos fort i ben equilibrat».

## Obra
El gruix de la seva obra el forma el conjunt d'articles inèdits relatius al moviment pedagògic creat pel seu marit, i publicats després de la seva mort. També cal dir que Élise i Célestin utilitzaven mètodes pedagògics molt diferents, i que no s'ha arribat a establir l'autoria real de moltes de les obres atribuïdes al marit. Dins aquest context pot resultar orientadora la correspondència entre Élise i Célestin, durant la seva separació en esclatar la Segona Guerra Mundial, o bé els articles que va signar amb el seu nom de soltera. D'entre les obres publicades com a seves, es pot destacar la que els especialistes consideren el seu escrit essencial, Naissance d'une Pédagogie Populaire, publicada originalment a Cannes el 1949 per la Coopérative de l'Enseignement Laïc (Ed. de l'Ecole Moderne Française).